# 川元由香
川元 由香（かわもと ゆか、1984年4月23日- ）は、日本の元グラビアアイドル、歌手。
熊本県八代市出身。愛犬はマロン。

## 来歴
- グラビアアイドルになる前は歯科医院で受付をしていた。
- 2005年 - 2006年　東京ウォーカーの九州版、『九州ウォーカー』ぐるりんドライブのコーナーレギュラー
- 2006年8月5日 川崎真美、望月みさ、長尾麻未、平手ゆきほ、長尾麻由らの6名のメンバーで7☆Drive（セブンドライブ）を結成。
- 2006年 ルドイア☆星惑三第
  - 11月12日放送にて、超銀河系惑星アイドルのオーディションに投票数が多すぎて合格出来なかった南斗愛美、成田ゆうこ、楳澤香奈恵、さくらいゆり の4人と共に、細川大佐により小惑星アイドル（小惑星ユニット）として任命される。さらに、リーダー選出オーディションにて最多得票を得てリーダーとなった。
  - 12月24日放送にてアースココにより、川元ベスタと命名される。
  - 小惑星としてバップより「バス停に地蔵」のCDも発売。
  - 2007年6月10日放送から水星らら（超銀河系アイドル）を兼任。
- 現在は芸能界を引退。職場の社長と結婚、2015年に離婚。

## プロフィール
- 趣味：沖縄三味線を弾くこと、イラストを描くこと。
- 手話勉強中　手話検定3級取得。
- 愛犬マロンは島忠で購入。

## 出演

### テレビ
- 若っ人ランド（2005年、テレビ熊本）
- 芸能人専用タクシー し〜たく（テレビ東京）
- いいなり宣言！メイドおさわがせします。（MONDO21）
- グラビアの美少女（MONDO21）

- ドキュメンタリー「萌え潜入 アキバ系世界」（2005年、フジテレビ系）
- 全力坂（2005年、テレビ朝日）
- 北野タレント名鑑（2006年、フジテレビ系）
- 天使らんまん（毎日放送）
- ルドイア☆星惑三第（2006年 - 、日本テレビ）レギュラー
- デジタル伝道師ナヴィ2（2008年、J:COM かながわセントラル）主役ナヴィ役
- デジタルライフプラス（2008年、J:COM かながわセントラル）メインナビゲーター
- クイズチャンピオン（2009年、J:COM かながわセントラル）お笑いコンビ響と司会

### CM
- 小僧寿司メイン
- アサヒ WONDAコンビニ編　コンビニ店員役
- 東京ミネルヴァ法律事務所コミュニケーター役
- 東京オリンピック誘致PV海外向け
- めざましテレビヒロイン役（2011年2月）
- ごろっとよかもん熊本物産CMメイン役（2010年9月 - ）
- マクドナルドウグイス嬢役（2011年7月 - 8月）

### 雑誌
- タウン熊本2004年浴衣コンテストグランプリ
- 九州ウォーカー2005年 - 2006年レギュラーレポーター
- ヤングチャンピオングラビア
- 週刊プレイボーイ特集記事
- B.L.T.2007年 - 2009年連載
- わかさ2009年9月号メインモデル
- 月刊カメラマン2010年9月号、10月号特集メインモデル
- すてきな奥さん特集モデル
- 日経トレンディ特集モデル
- CLASSY.2011年2月号特集モデル
- 日経WOMAN特集モデル

### ラジオ
- 所さんのブクブクゴシゴシ!（TBSラジオ）

### DVD
- YUKA 100%!
- YUKA Catalog
- Monopolize 〜ひとりじめ〜

### 写真集
- オモイデ。(WORK MOOK)（2005年10月、ワークスジャパン、撮影：田上直人）ISBN 978-4901806404
- 第三惑星アイドル写真集　第一弾「ぺらぺら」
- 第三惑星アイドル写真集　第二弾「てづくり」
- 第三惑星アイドル写真集　第三弾「ほんもの」